# Wang Rui
Wang Rui (王芮S, Wáng RuìP; Harbin, 9 febbraio 1995) è una giocatrice di curling cinese.

## Biografia
Ha rappresentato la Cina ai Giochi olimpici invernali di Pyeongchang 2018, classificandosi 4ª nel doppio misto, con Ba Dexin.
Alla sua seconda apparizione olimpica a Pechino 2022 si è classificata 7ª nel torneo femminile, con Han Yu, Dong Ziqi, Zhang Lijun e Jiang Xindi.

## Palmarès

### Mondiali
- Argento a Karlstad 2016;
- Bronzo a Lethbridge 2017.
- Bronzo a Uijeongbu 2025.

### Giochi asiatici
- Oro a Sapporo 2017.

### Campionati pacifico-asiatici
- Oro a Karuizawa 2014;
- Bronzo a Almaty 2015.